# François Guessard
François Guessard (* 29. Januar 1814 in Passy; † 7. Mai 1882 in Le Mesnil-Durand, Département Calvados) war ein französischer Romanist und Mediävist.

## Leben und Werk
Guessard kam als Abiturient durch die Bekanntschaft mit François-Juste-Marie Raynouard zur École des chartes und wurde Mitarbeiter von Augustin Thierry und Claude Fauriel. Er wurde Mitbegründer der Zeitschrift Bibliothèque de l’École des chartes. 1846 kam es zu einer doppelten Rivalität mit François Génin, dessen Werk Des variations du langage français er scharf rezensierte und mit dem er  um einen Preis der Académie française rivalisierte, der beiden schließlich ex aequo verliehen wurde. Guessards Preisschrift in acht Bänden mit dem von der Académie vorgegebenen Titel Vocabulaire des principales locutions de Molière blieb ungedruckt.
Ab 1847 lehrte Guessard an der École des chartes, zuerst als Repetitor, ab 1854 als Professor (Nachfolger von Benjamin Guérard, 1797-1854). Zu seinen Schülern zählten Gaston Paris und Paul Meyer. 1867 wurde er in die Académie des inscriptions et belles-lettres aufgenommen, zog sich aber nach dem Tod seiner Mutter, mit der er zusammenlebte, 1869 in die Normandie aufs Land zurück, ließ sich an der École des chartes durch Paul Meyer vertreten, erschien nicht mehr in Paris und starb 13 Jahre später.<
Guessard war Reihenherausgeber (und oft Bandherausgeber) der zehn Bände (mit wechselnden Bandherausgebern) der Reihe « Les anciens poètes de la France » (Paris  1859-1870, Nendeln 1966). Im Einzelnen handelte es sich um folgende Bände:
- 1: Gui de Bourgogne/Otinel/Floovant  (François Guessard und Henri Michelant),  1859
- 2: Doon de Maience (Alexandre Pey), 1859
- 3: Gaufrey  (François Guessard und Polycarpe Chabaille), 1859
- 4: Fierabras/Parise la Duchesse  (Auguste Kroeber  und Gustave Servois / François Guessard und Lorédan Larchey), 1860
- 5: Huon de Bordeaux (François Guessard und Charles de Grandmaison), 1860
- 6: Aye d'Avignon/Gui de Nanteuil  (François Guessard und Paul Meyer), 1861
- 7: Gaydon  (François Guessard und Siméon Luce), 1862
- 8: Hugues Capet  (Adélaïde Édouard Le Lièvre marquis de La Grange), 1864
- 9: Macaire (François Guessard), 1866
- 10: Aliscans (François Guessard und Anatole de Montaiglon), 1870

## Weitere Werke
- (Hrsg.) Grammaires romanes inédites, du treizième siècle, in: Bibliothèque de l'École des chartes 1840, S. 125–203, 2. Auflage u. d. T. Grammaires provençales, Paris 1858, 1868, Genf 1973
- (Hrsg.) Mémoires et lettres de Marguerite de Valois, Paris 1842, New York 1966
- Examen critique de l'ouvrage intitulé Des variations du langage français depuis le douzième siècle, ou, Recherches sur les principes qui devraient régler l'orthographe et la prononciation  par F. Génin, in: Bibliothèque de l’Ecole des chartes 1846
- (Hrsg. mit Eugène de Certain [1812-1869]) Le mistère du siège d'Orléans, Paris 1862